# Costume au XIIIe siècle

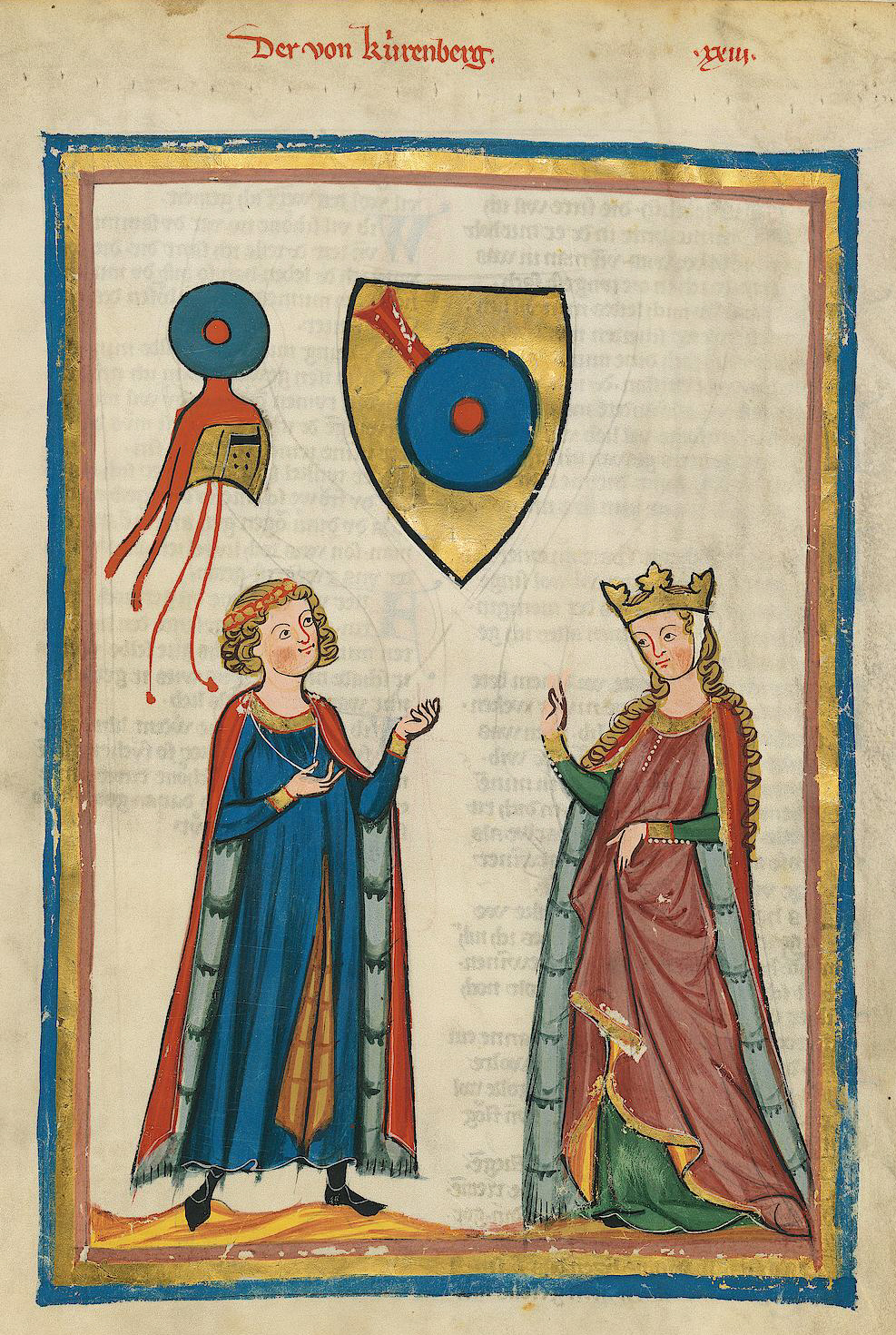
Les vêtements masculins et féminins ne sont différenciés que par leur longueur.

Les costumes au cours du XIIIe siècle  en Europe étaient très simples pour les hommes et les femmes, et relativement uniformes à travers le continent. Les vêtements homme et femme étaient assez semblables, et ont évolué très lentement, voire pas du tout.  La plupart des vêtements, surtout en dehors des classes aisées, sont restés inchangés depuis trois ou quatre siècles plus tôt. Le siècle a vu de grands progrès dans le domaine de la teinture et du travail de la laine, qui était de loin le matériau le plus résistant à l'usure. Le cuir, la fourrure et la soie, grâce aux croisades étaient aussi largement utilisés dans les classes aisées.

## Les tissus

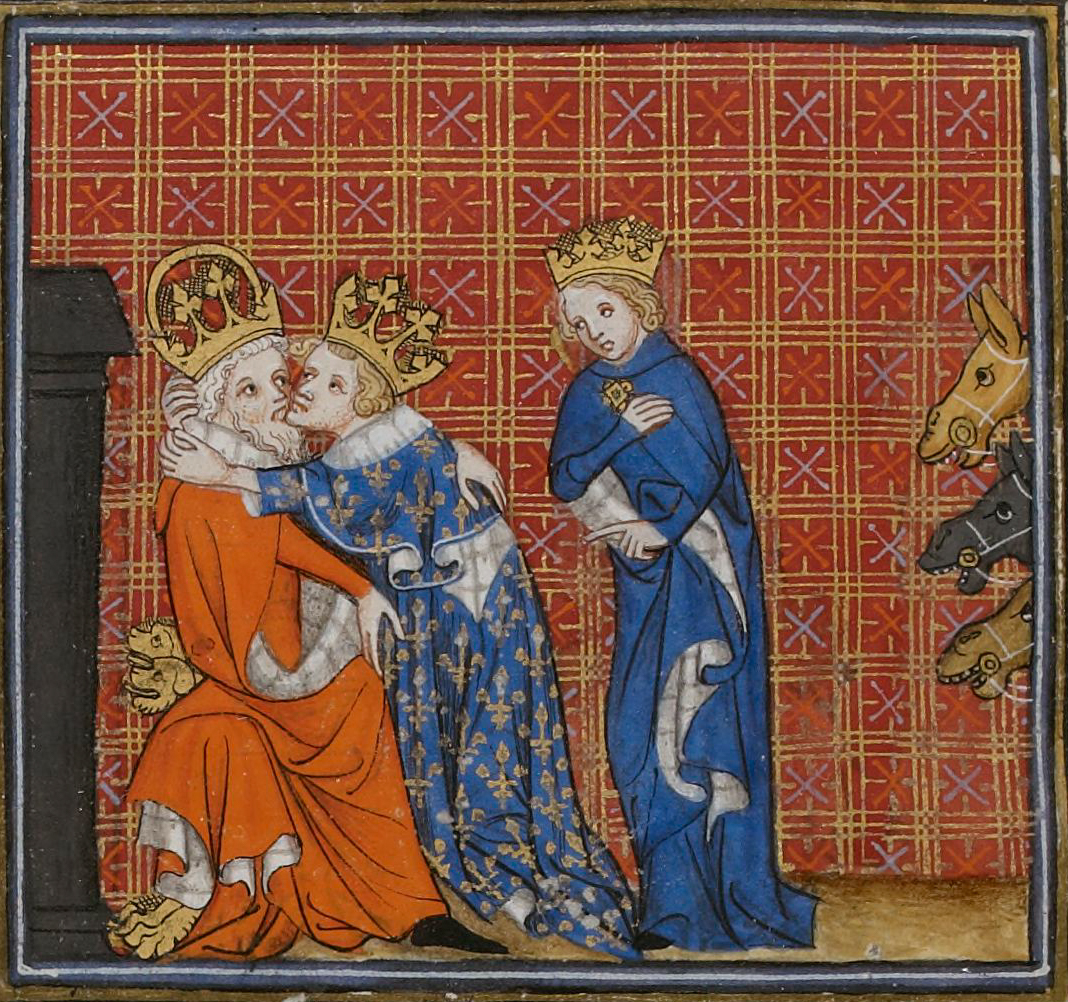
Le choix de l'azur comme couleur héraldique par les rois de France a mis cette couleur à la mode.

Le drap de laine produit en Flandres, le lin et le chanvre étaient les matières de base pour toutes les classes sociales. Mais les tissus précieux venus d'Orient, les velours et satin fabriqués en Italie, à Gènes ou à Venise, les fourrures, habillaient aussi la noblesse et la riche bourgeoisie.
Les teintures et les mélanges de fils de teintes différentes permirent l'apparition d'une large gamme de couleurs nouvelles. Les couleurs à la mode étaient le rouge, le bleu et le vert. Les velours et satins cramoisis ou écarlates étaient colorés grâce au kermès, qu'on appelait simplement la graine. Plus couramment, on utilisait la gaude, la guède et la garance qui permettaient une grande variété de couleurs.
On portait des vêtements unis mais on n'hésitait pas à superposer les couleurs vives, ou à doubler les cottes d'un tissu de couleur contrastée. Les croisades ont fait connaître la soie, les damas, les mousselines. On utilisait beaucoup le cendal, un tissu de soie qui ressemblait au taffetas. La culture du  pastel a permis de teindre en bleu pour la première fois les vêtements, et cette couleur a détrôné le rouge comme couleur à la mode, lorsque les rois de France l'ont adopté pour leur couleur héraldique.

## Les vêtements pour hommes

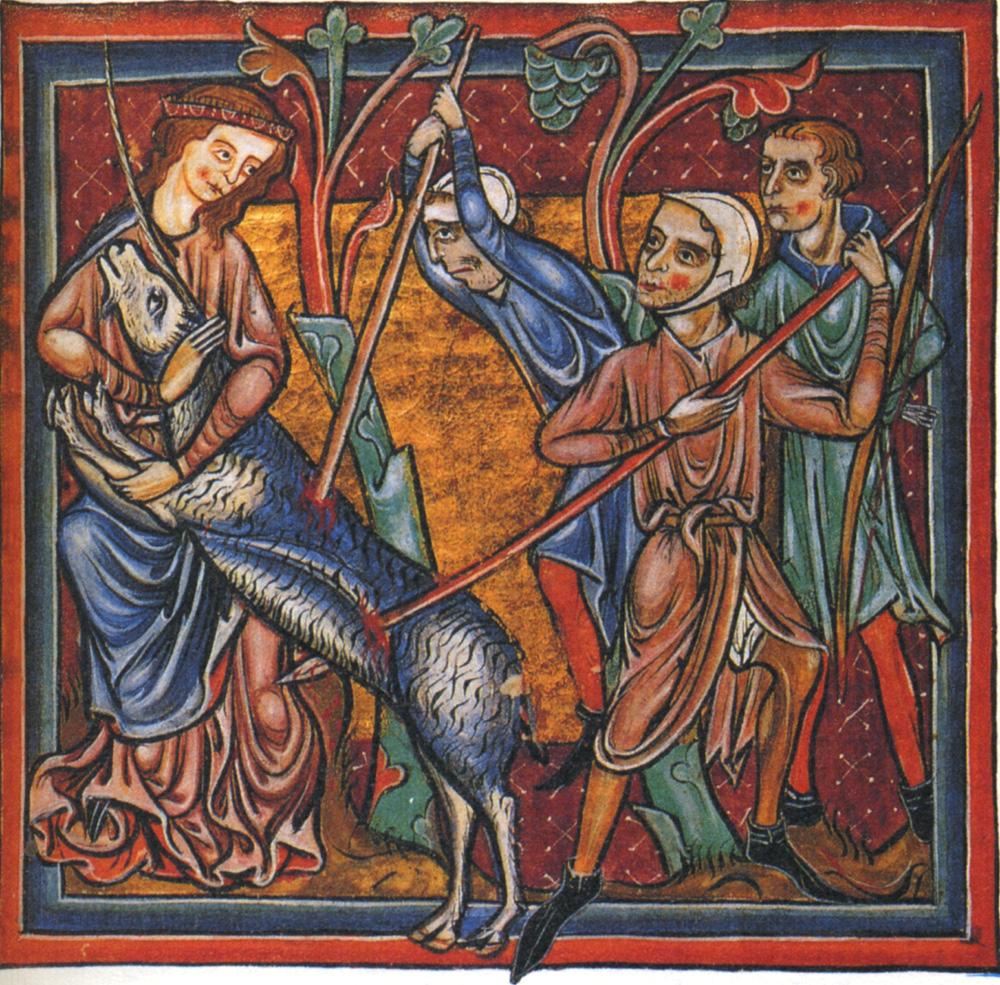
Paysans (tuant une licorne) et dame portant une cotte et un mantel (début XIII).

Les hommes portaient une tunique ou cotte, longue ou courte. Une de ces cottes, nommée cyclas, n'était qu'un morceau de tissu rectangulaire avec un trou pour la tête.  Au fil du temps les côtés ont été cousus ensemble pour faire une longue tunique sans manches, la chainse. Quelquefois des manches et parfois un capuchon étaient ajoutés, les cyclas devenant ainsi des ganaches. S'ajoute enfin, chez les gens aisés, le surcot, tunique courte serrée par une ceinture, avec ou sans manches.
Le costume était complété par des braies et des chausses, plus ou moins ajustées.
Pour voyager on porte un garde corps (une longue robe de voyage, à capuchon, à très larges manches).  Un mantel, fixé sur l'épaule gauche, était porté par l'aristocratie comme un vêtement formel. Les hommes portaient aussi des chaussures à poulaine et une coiffure : une cale de toile pour les paysans, un chaperon drapé pour les autres, ou un chapeau de feutre à large bord.

## Les vêtements pour femmes

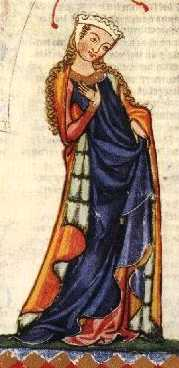
Grande dame portant cotte, surcot, mantel doublé d'hermine, barbette et touret.

### Vue d'ensemble
Les femmes portaient une robe. Ce mot désignait l'ensemble du vêtement féminin. Les femmes du peuple portaient une cotte sans manches ou à manches courtes (rallongées en hiver par laçage ou épinglage) sur leur chemise. Les autres portaient une longue cotte, doublée de fourrure en hiver (le pelisson), ajustée au niveau du buste puis évasée à partir de la taille, avec de longues manches très ajustées (et cousues tous les matins) ou larges, laissant voir celles de la chemise et une ceinture étroite, à laquelle elles accrochaient une aumônière.
La chemise (chainse) portée à même la peau, en général blanche (en chanvre pour les paysannes, en lin ou en soie pour les plus riches), était parfois colorée ou brodée. Les femmes de condition portaient volontiers des broderies ou des applications, et le manteau (mantel), sans manches, était doublé ou au moins bordé de fourrure (loutre, écureuil, renard, hermine...). Progressivement un surcot, parfois très long et nécessitant d'être relevé pour marcher s'ajoute sur la cotte. Il est à longues manches larges ou sans manches et très échancré, laissant voir la cotte en dessous au niveau des hanches.
Les femmes portent aussi des chausses retenues par une jarretière et des chaussures flexibles en cuir ou en tissu (poulaines), comme les hommes.

### Coiffes et coiffures
Les femmes exprimaient leur individualité dans le soin porté à leurs cheveux et leurs coiffures, extrêmement diverses. Les cheveux étaient nattés le plus souvent et toujours couverts, au minimum par une « touaille », ce morceau de tissus à tout faire, dont les plis savamment drapés étaient maintenus par des épingles. Un élément distinctif du couvre-chef du XIIIe siècle des femmes était la barbette, bande de tissu qui passe sous le menton et qui se porte sous la coiffe. Les cheveux pouvaient être enserrés dans une résille appelée crespine ou crespinette, visible seulement à l'arrière.  D'autres éléments de coiffures sont la guimpe (qui s'accroche à la coiffe et couvre le cou), le gorget (qui couvre le cou et la gorge), la coiffe  (une touaille empesée), le touret (une coiffe ronde), le bourrelet. Le gorget se porte sous la cotte et la guimpe par-dessus. Le bourrelet, fait d’un rouleau rembourré posé sur la crépine maintient les cheveux nattés enroulés au-dessus de chaque oreille. Les jeunes filles portent parfois un bandeau, cercle de métal précieux ou de tissu qui enserre le front, les veuves et les religieuses commencent à porter un voile avec la guimpe.
Les chapels de fleurs étaient appréciés par les hommes et les femmes à la belle saison .